# Ficus brandegei
Ficus brandegei är en mullbärsväxtart som beskrevs av Paul Carpenter Standley. Ficus brandegei ingår i släktet fikonsläktet, och familjen mullbärsväxter. Inga underarter finns listade i Catalogue of Life.